# Туризм в Улан-Баторе
Туризм в Улан-Баторе.
Как центр культурной, политической, коммерческой и индустриальной жизни страны Улан-Батор предоставляет туристам много интересного, включая музеи, выставочные залы, театры, шоу, специализированные магазины. Можно провести несколько интересных дней не выезжая за его пределы, но так как город окружён четырьмя горными массивами с национальными парками, то для любителей прогулок на природе можно найти множество активных занятий.
| Страны         | 2013    | 2014    |
| -------------- | ------- | ------- |
| Китай          | 178,326 | 157,561 |
| Россия         | 74,468  | 73,055  |
| Южная Корея    | 45,178  | 45,476  |
| Япония         | 18,178  | 18,282  |
| США            | 14,701  | 13,987  |
| Казахстан      | 11,422  | 13,562  |
| Германия       | 9,499   | 9,551   |
| Франция        | 7,407   | 7,733   |
| Великобритания | 6,391   | 5,758   |
| Австралия      | 6,765   | 5,118   |

## Индустрия

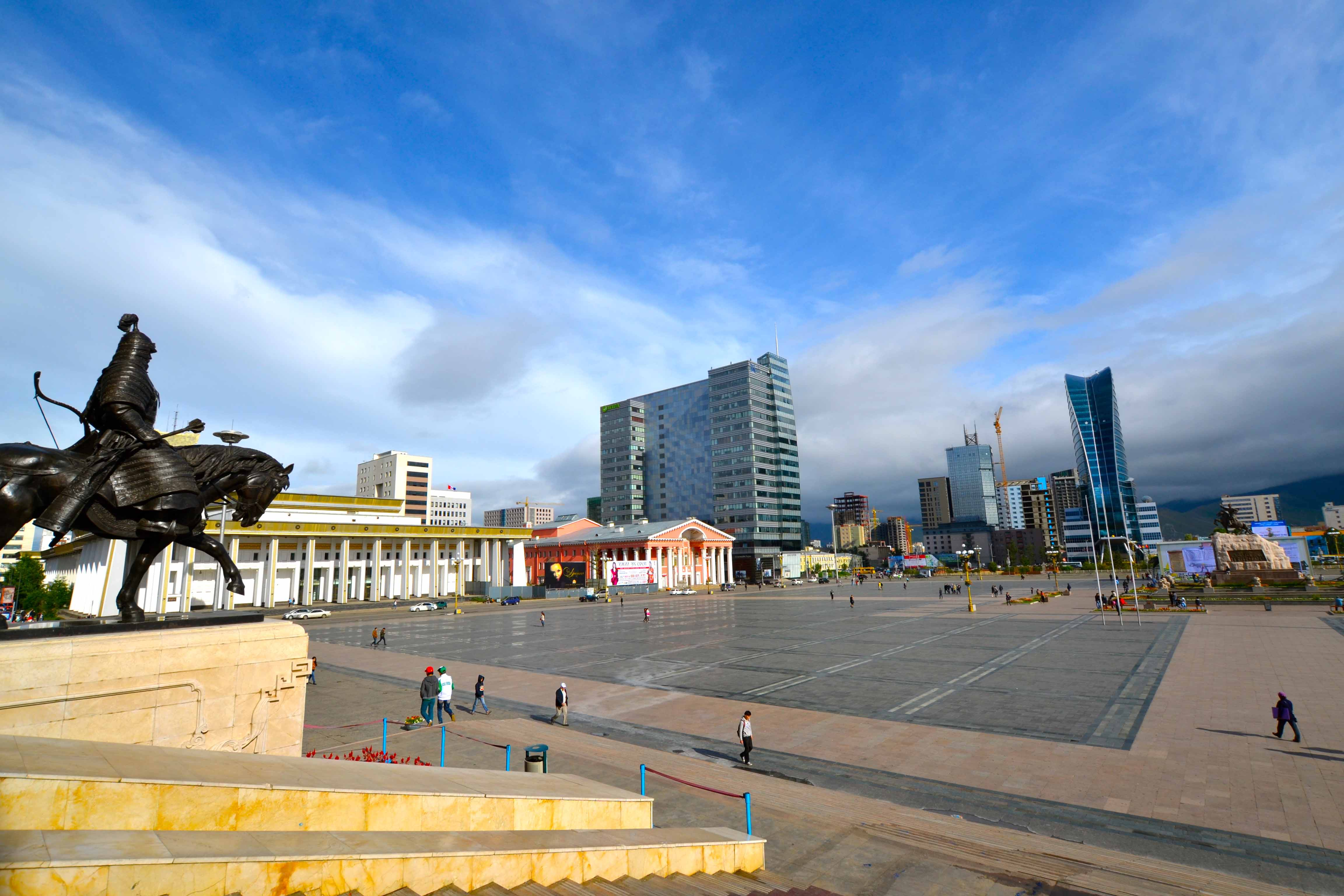
Площадь Чингисхана

По статистике 92 % всех туристов останавливаются в Улан-Баторе. Вопреки общепринятому стереотипу, в Улан-Баторе множество памятников архитектуры, скульптуры, различных мемориалов, музеев, театров разного направления. С культурной стороны популярны монастырь Гандантэгченлин, Храм-музей Чойджин-ламы, Дворец Богдо-гэгэна, Музей изобразительного искусства имени Дзанабадзара, Национальный ансамбль музыки и танцев Монголии, фольклорная группа Тумэн Эх и Ансамбль Морин Хуур. Также исторически важные места как центральная Площадь Чингисхана (ранее знакомая как площадь Сухэ-батора), мемориальный комплекс Зайсан, музей Монгольской Армии и музей Жертв политических репрессий. Тем кому интересна археология, геология и другие естественные науки могут посетить Национальный исторический музей и экспозицию наиболее интересных палеонтологических находок, расположенную в здании Хунну Молл. Для треккинга, катания на лошадях и визитов в юрту кочевников очень удобны и популярны поездки в национальный парк Горхи-Тэрэлж. Он находится в 37 км от Улан-Батора. Для тех кто захочет пробежаться или прокатиться на велосипеде можно отправиться в парк культуры в центре города или новый парк напротив торгового центра Дунжингарав.

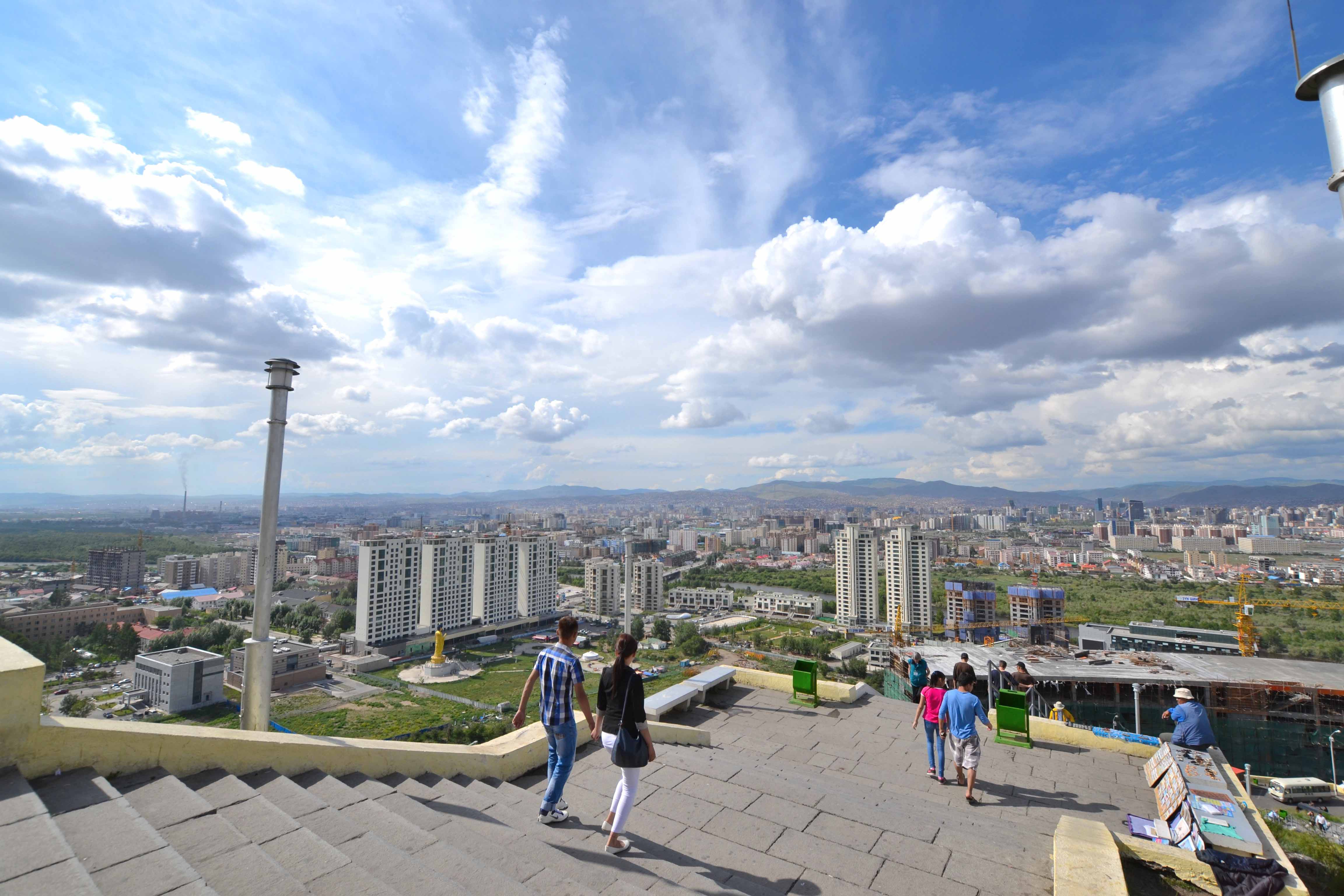
Мемориальный комплекс Зайсан

Большинство иностранных туристов приезжают в Монголию через Улан-Батор. Так по статистике, если в 2014 году в Монголию приехало 505,686 человек, то из них 465,231 посетили Улан-Батор. Большинство из них приехало из азиатско-тихоокеанского региона — 239,850, Европы — 147,520, Северной Америки — 3,638, Средней Азии — 1,048 и Африки — 786. Несмотря на казалось бы высокие показатели много из этого числа приходится на рабочих въехавших в страну с туристической визой, и поэтому конкретное число туристов не ясно. Туристический сезон приходится на Май-Ноябрь, с пиком в Июле вокруг национального праздника Надом. Летом устраивается много культурных мероприятий, включая красочные парады, грандиозные шоу, фольклорные, классические и поп концерты на центральной площади и по всему городу.

## Развитие туризма
Одним из первых туристов, посетивших Монголию неоспоримо является известный итальянец Марко Поло. И хотя существует много легенд про этого путешественника город Улан-Батор почтил его память и возвёл статую на перекрёстке дорог у центральной площади и здания Министерства Иностранных Дел. Начиная с 16-17 веков информация про столицу Монголии, в то время она называлась «Номын Их Хүрээ», позже «Өргөө» (от этого слова произошло общеизвестное Урга) стала проникать на запад спасибо знаменитым путешественникам из России, Европы и Америки. Это француз Стефан Пассе (Stefan Passe) швед Свен Гедин (Sven Hedin), русские исследователи Н. М. Пржевальский, П. К. Козлов, и американец Рой Чэпман Андрюс (Roy Chapman Andrews). В 1954 году был создан департамент по оказании услуг для иностранных гостей Монголии при Министерстве Торговли и Индустрии. До 1990 года как и в СССР существовали только государственные учреждения занимавшиеся иностранцами. Сейчас согласно статистике, существует более 600 тур операторов. Число иностранных туристов в 2014 году составило 505 686 человек. Индустрия ставит перед собой задачу увеличить это число до 1 миллиона к 2018 году.

## Программа «Гостеприимный Улан-Батор»
С 2014 года администрация города одобрила программу нацеленную на улучшение имиджа города — Гостеприимный Улаанбаатар. Программа включает в себя мероприятия до 2030 года, с промежуточными целями к 2020 году. Главной целью программы является продвижение города Улаанбаатар как стыковочный центр бизнеса и туризма для всего северо-азиатского региона. Согласно этой программе будут проводиться планомерные мероприятия и инвестиции в инфраструктуру и наращивание потенциала туристической отрасли, чтобы к 2020 году город уже принимал 2 миллиона, а к 2030 году до 5 миллионов визитёров. Работа предстоит не только с инфраструктурой и материальной стороной, но и с менталитетом и образованием представителей индустрии гостеприимства и всего населения.

## Туристский информационный центр
|                                        |                               |                   |                             |                       |
| Во время фестиваля национальной одежды | У входа в храм Авалокитешвары | Уличное искусство | Свадьба у статуи Чингисхана | Монумент группе Битлз |

## Музеи и исторические места
Площадь Чингисхана, на которой находятся здания Парламента, Биржи и Дворца культуры. В центре площади возвышаются памятники Сухэ-Батору, национальному герою Монголии, провозгласившему её независимость от Китая в 1921 году, и великому Чингисхану. Здесь же можно увидеть изображения 9 «урлугов» — почитаемых полулегендарных национальных героев, соратников хана.

### Монастырь Гандан
Гандантэгченлин (монг. Гандан Тэгчинлин хийд) — крупнейший буддийский монастырь в Улан-Баторе, в период с 1944-го по 1990 год был единственным действующим местом отправления буддийского культа в Монголии. В настоящее время при нём находится более 150 монахов. В монастыре находится знаменитая 26-метровая статуя бодхисаттвы Авалокитешвары — «Мэгжид Жанрайсэг».

### Национальный исторический музей
Монгольский национальный исторический музей (монг. Монголын үндэсний түүхийн музей) — крупнейший исторический музей Монголии, располагающийся в центре, у площади Чингисхана. Он был основан в 1924 году и дал начало многочисленным специализированным музеям. Первые коллекции и экспозиции музея были составлены при помощи советских учёных и исследователей А. Д. Симукова, В. И. Лисовского, П. К. Козлова, а также американского палеонтолога Р. Ч. Эндрюса. Современный Национальный музей, созданный из слияния исторического, археологического и этнографического отделений Центрального музея и Музея Революции в 1991 году. В настоящее время считается одним из богатейших монгольских музеев.

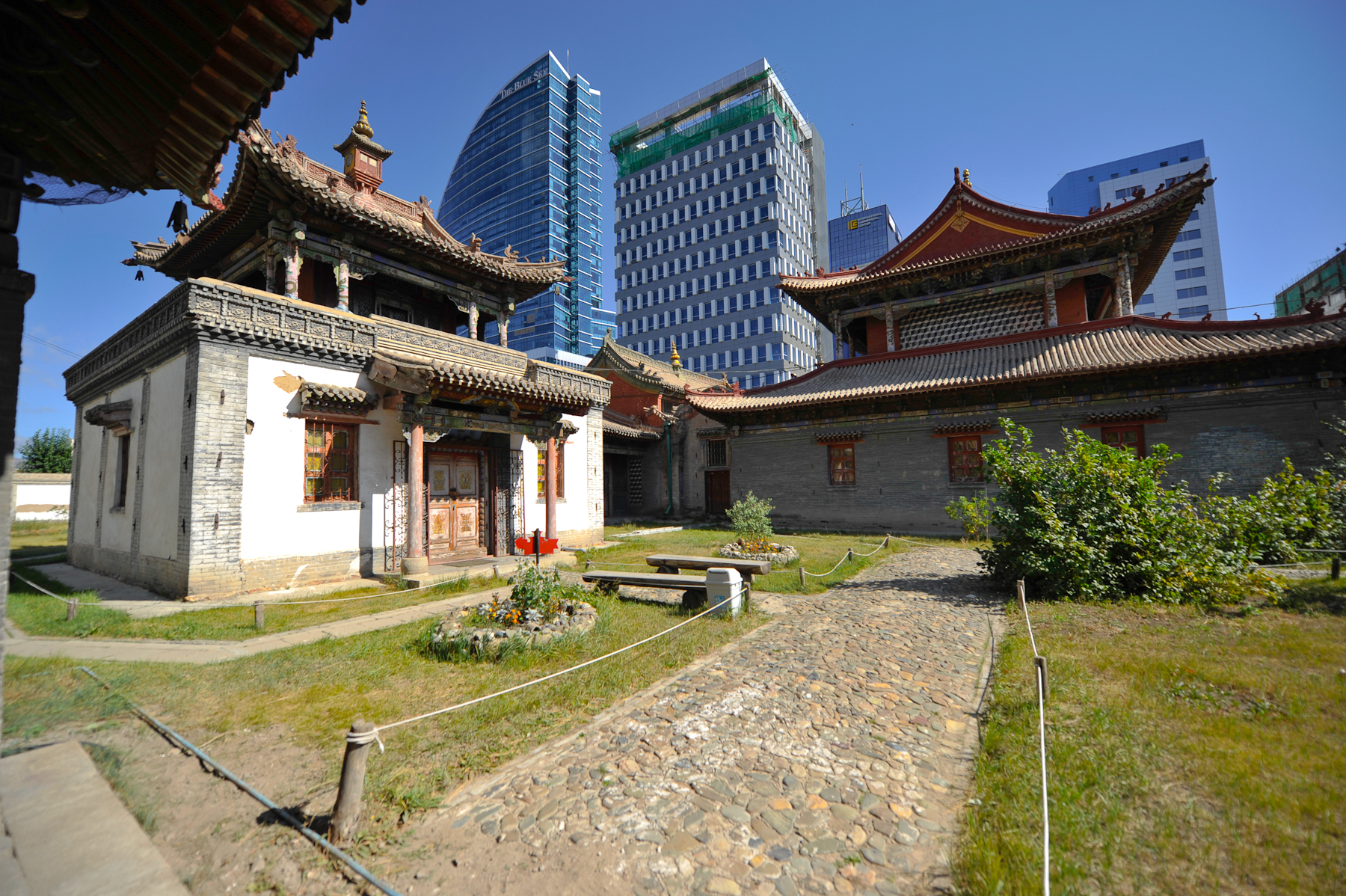
Храм-музей Чойджин-ламы

### Храм-музей Чойджин-ламы
Храм-музей Чойджин-ламы (монг. Чойжин ламын сүм) — храмовый комплекс начала XX века в столице Монголии Улан-Баторе. В настоящее время — действующий музей тибето-монгольского религиозного искусства. Вплоть до 1936 года в храме проходили службы, а в 1938 году, во время репрессий духовенства в Монголии храм был закрыт, и, вероятно, был бы снесён, однако в 1940 году по постановлению Учёного комитета Монголии храм было решено оставить в качестве памятника архитектуры. Экспозиция воспроизводит состояние храма, каким он был в начале 20 века.

### Мемориальный комплекс Зайсан
Мемориальный комплекс Зайсан — основан в 1979 году к годовщине военных действий на реке Халхин-Гол в 1939 году. Советские войска под предводительством маршала Г. К. Жукова совместно с монгольскими войсками дали отпор японской империалистической армии. С холма Зайсан открывается вид на долину реки Тола и весь Улан-Батор. Мемориальный комплекс включает в себя бетонный шпиль с серпом, соембо и молотом. Центр композиции — статуя Советскому солдату, внутри находится мозаика с историей Монголо-Советской дружбы.

### Музей изобразительного искусства
Музей изобразительного искусства имени Дзанабадзара (монг. Г. Занабазарын нэрэмжит Дурслэх урлагийн музей) — художественный музей в столице Монголии Улан-Баторе. Основан в 1965 году. В 1985 году, по случаю 350-летнего юбилея Дзанабадзара, музей был переименован в его честь. Здание, в котором располагается музей, было построено в 1905 году и является одним из первых двухэтажных построек русского типа, возведённых в Урге.

### Дворец Богдо-гэгэна
Дворец Богдо-гэгэна (монг. Богд гэгээний ордон) — ургинская резиденция Богдо-гэгэна VIII, в настоящее время — посвящённый ему музей. В комплекс музея входят Зимний и Летние дворцы. Летний дворец (монг. Зуны ордон) строился в 1893—1903 годах в китайском стиле. Состоит из семи храмов. В одном из них во времена Богдо-гэгэна VIII помещались его многочисленные книги. После превращения дворца в музей большая часть религиозных книг была перевезена в Государственную библиотеку. Зимний (монг. Өвлийн ордон) построен в 1903—1905 гг. по проекту российских архитекторов. В этом дворце Богдо-гэгэн VIII проводил зиму каждый год до своей смерти в 1924 г.

### Монгольская национальная библиотека
Монгольская национальная библиотека (монг. Монгол улсын үндэсний номын сан) — крупнейшая и старейшая из сохранившихся библиотека Монголии. Она была основана в 1921 году при создании Учёного комитета Монголии. В Ургу прибыла группа квалифицированных сотрудников ведущих библиотек РСФСР, которые способствовали налаживанию книгообмена с крупнейшими библиотеками Москвы и Ленинграда. 24 ноября 1923 года впервые открылся созданный при Учкоме общественный читальный зал; была образована типография. В 1963 году открылся зал научной литературы, в 1981 году — музей редкой и ценной книги. До 1990 года перед главным входом стоял памятник Сталину; в 2005 году на его месте поставили памятник Б. Ринчену.